# Aphrastochthonius similis
Aphrastochthonius similis är en spindeldjursart som beskrevs av William B. Muchmore 1984. Aphrastochthonius similis ingår i släktet Aphrastochthonius och familjen käkklokrypare. Inga underarter finns listade i Catalogue of Life.